# Tingshuset i Visby
Tingshuset i Visby är tingshus för Gotlands tingsrätt i Visby. Det invigdes den 15 juni 1962 för Gotlands domsaga som från den 1 januari 1962 också omfattade Visby stad.
Tingshuset ritades av Lennart Lundström, A4 arkitektkontor, och byggdes 1960–1962. Det har tre våningsplan och är byggt i putsat och vitkalkat tegel. Innerväggarna är av vitslammat tegel. Byggnaden ligger på en sluttande tomt med halvtrappsvis förskjutna våningsplan. Den är indelad i tre delar med tingssalar och tillhörande biutrymmen i den västra delen, kansli i mellandelen och kontor för Lantmäteriet i den östra delen. 
Tingshuset i Visby blev ett statligt byggnadsminne 1993 och byggnadsminne enligt kulturminneslagen 1995.

## Bildgalleri

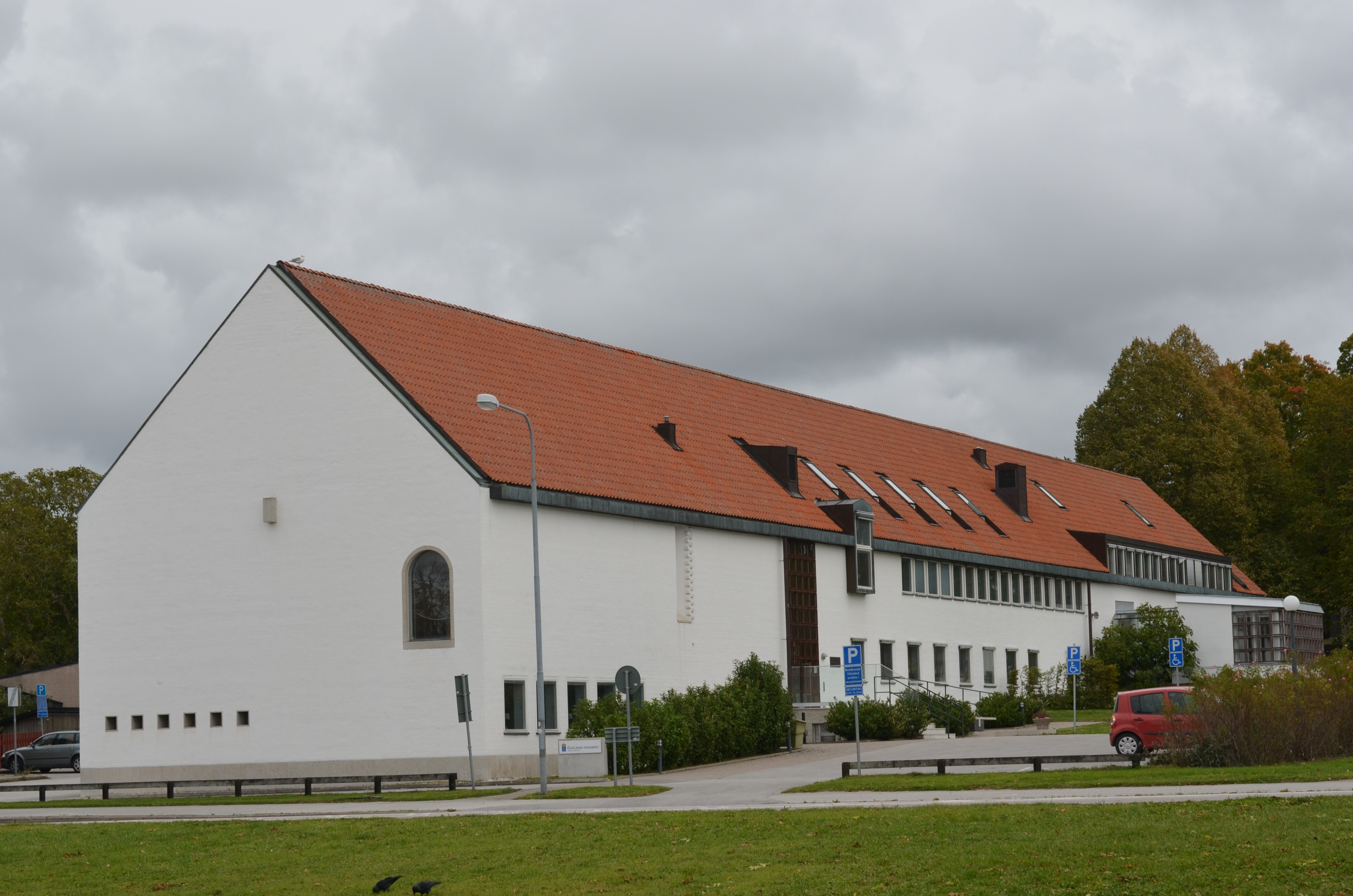
Tingshuset i Visby, entrésidan
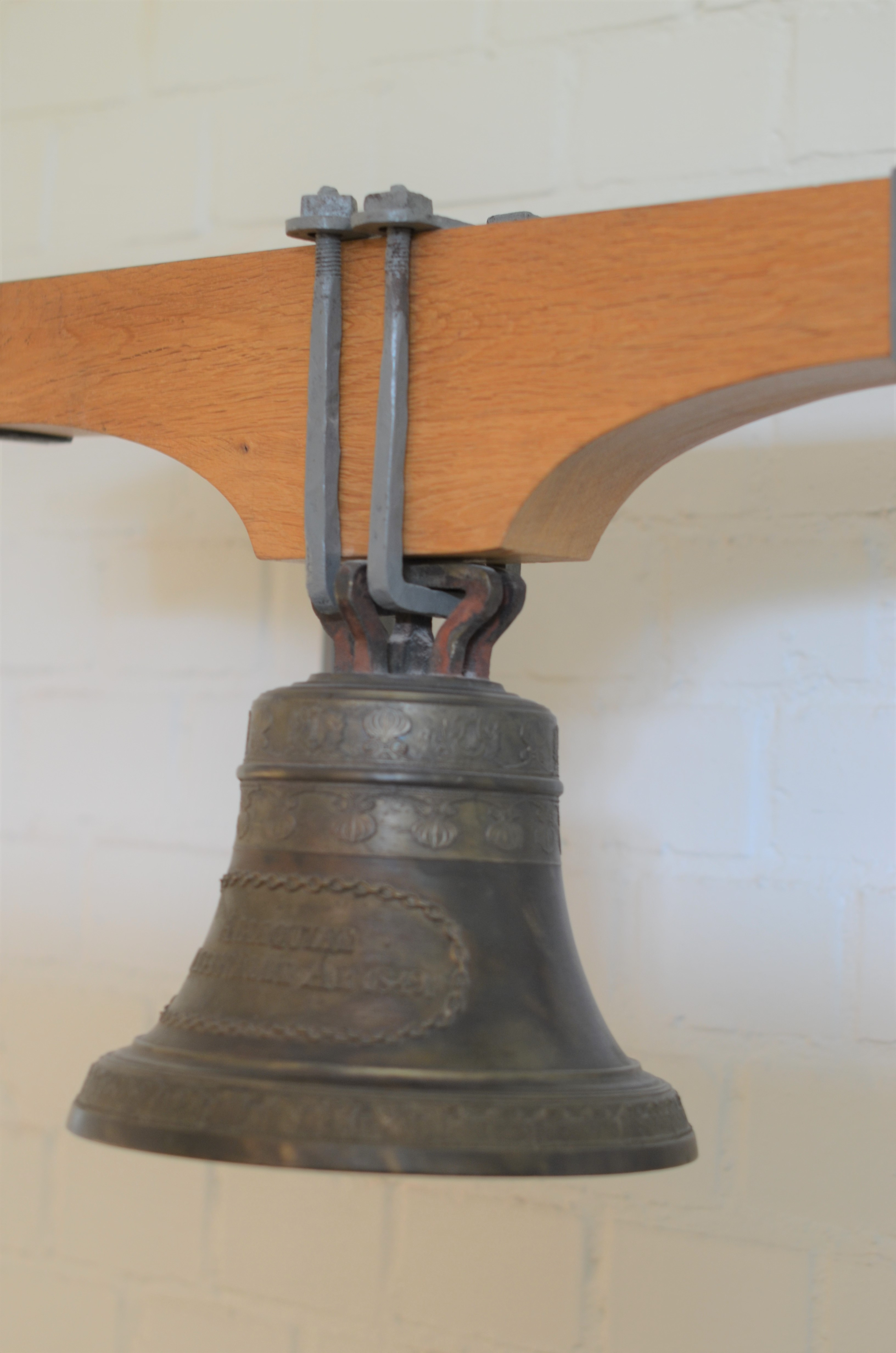
Tingsklockan från Tingshuset i Allekvia, i tingshusets entré.
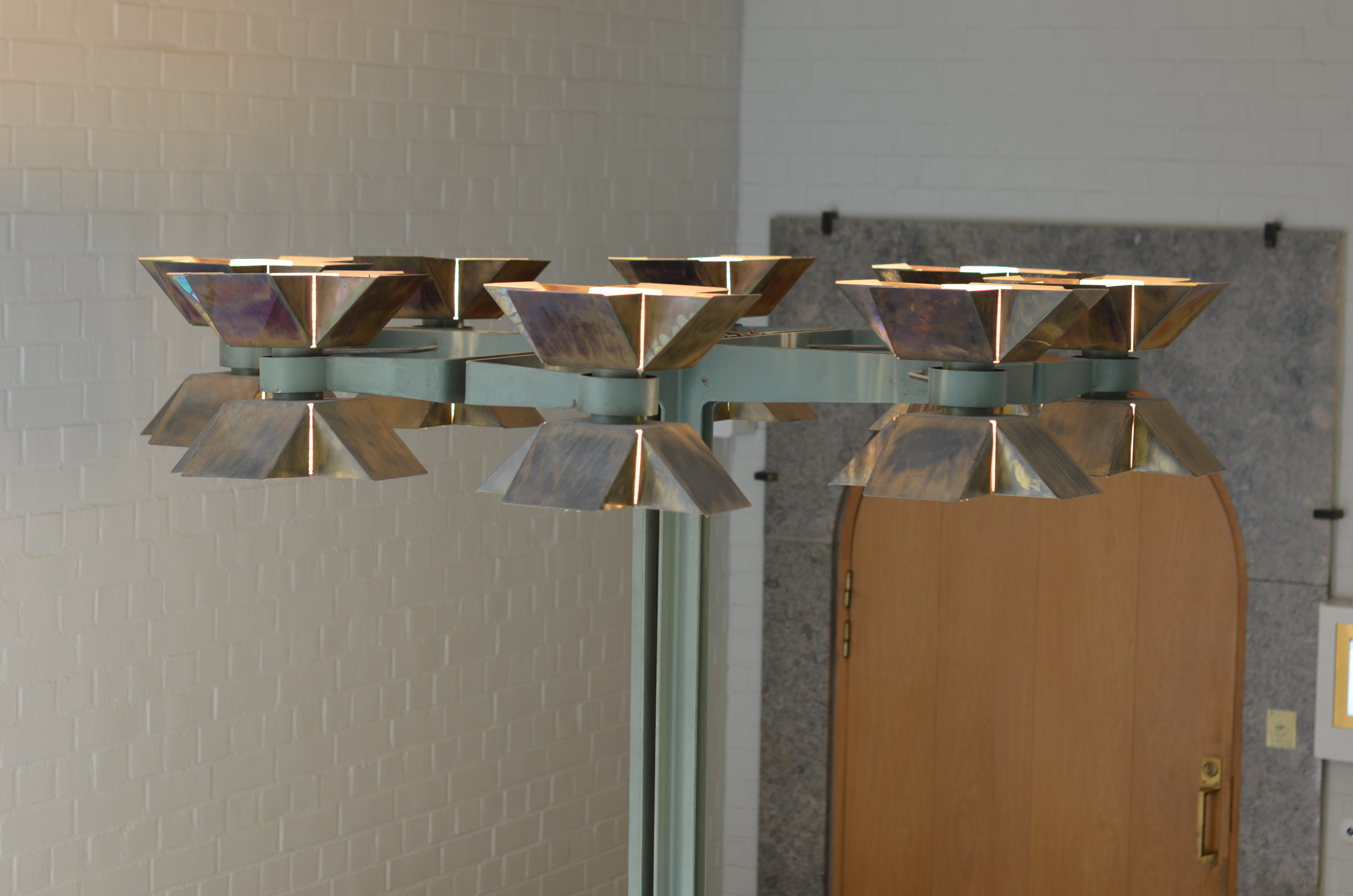
Belysningsarmatur i entrén, formgiven av Lennart Lundström